# Fleury-devant-Douaumont
Fleury-devant-Douaumont là một xã trong vùng Grand Est, thuộc tỉnh Meuse, quận Verdun, tổng Charny-sur-Meuse. Tọa độ địa lý của xã là 49° 11' vĩ độ bắc, 05° 25' kinh độ đông.